# Parakrama Pandya
Parakrama Pandya fou rei de Polonnaruwa del 1212 al 1215. Era un príncep de Pandya al que l'ocupació Chola sembla que li va impedir ocupar la corona. Llavors amb les seves forces es va dirigir a l'illa de Ceilan on va derrotar a la reina Lilavati i al seu cap militar anomenat igualment Parakrama, i es va proclamar rei a Polonnaruwa.
Va tenir un bon govern i va administrar justícia d'acord amb el codi de Manu. Al cap de tres anys el país fou envaït per un guerrer o príncep Kalinga de nom Magha amb una força de vint mil homes reclutada a Kerala al país Txera. Aquests invasors van actuar de manera violenta i bàrbara, amb saquejos, robatoris, violacions; fins i tot els animals eren agafats pels invasors; el més rics eren sotmesos a tortures; les dagobes i temples foren profanats i saquejats i els seus monjos maltractats; el poble fou sotmès a treballs forçats; alguns llibres importants foren destruïts; i fins i tot les relíquies de Buda i altres tresors van patir la fúria dels invasors. Polonnaruwa fou ocupada i Parakrama Pandya agafat presoner i se li van treure els ulls i confiscar tots els seus tresors.